# Gotemba
Gotemba (御殿場市, Gotenba-shi, també Gotenba) és una ciutat de la prefectura de Shizuoka, al Japó.

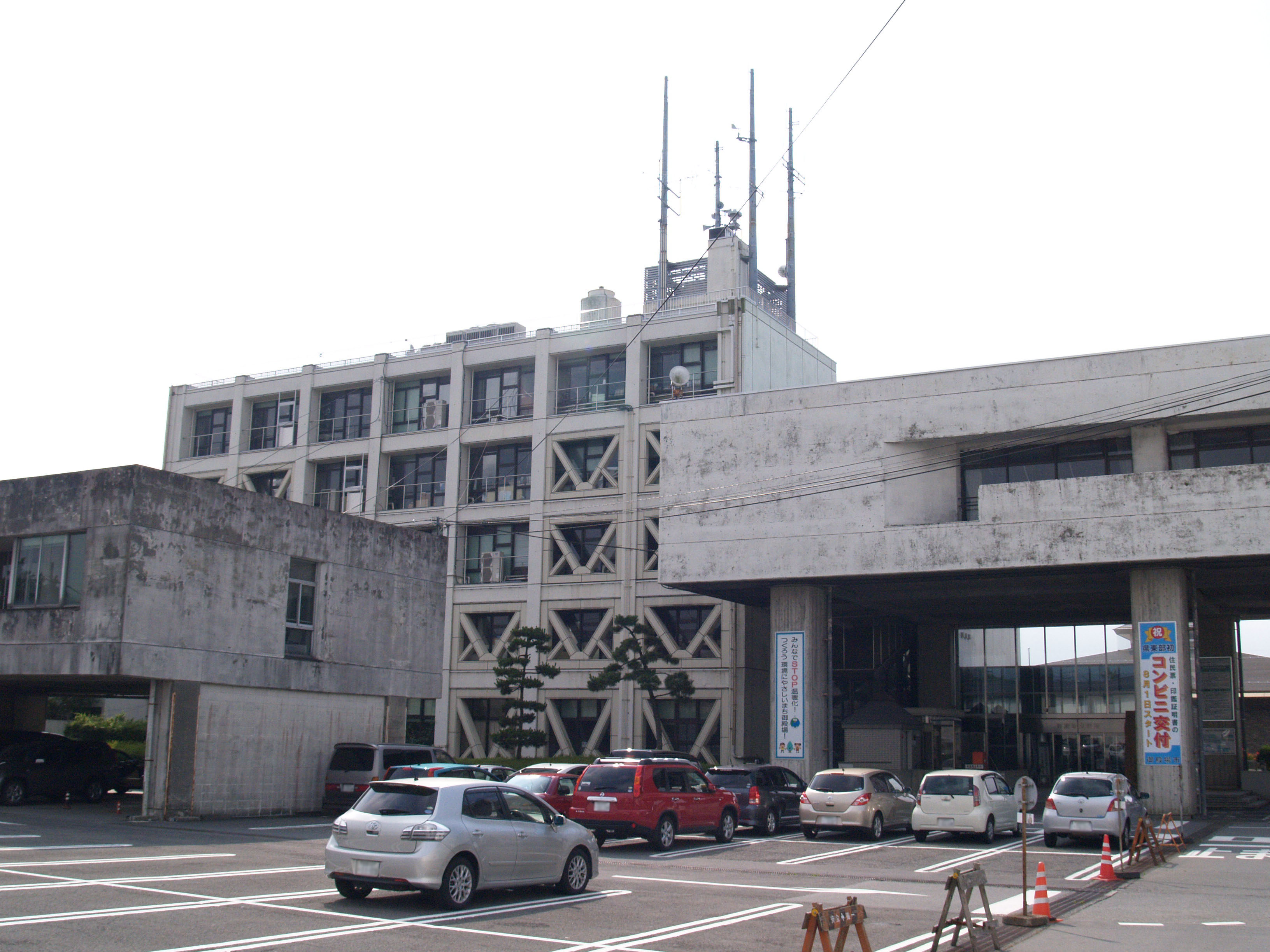
Ajuntament de Gotemba

El març de 2016 tenia una població estimada de 89.283 habitants i una densitat de població de 458 habitants per km². Té una àrea total de 194,63 km².

## Geografia
Gotemba està situada al flanc sud-est del mont Fuji, a la prefectura de Shizuoka.

### Municipalitats veïnes
- Prefectura de Shizuoka
  - Oyama
  - Susono
  - Fujinomiya
  - Fuji
- Prefectura de Kanagawa
  - Hakone

## Història

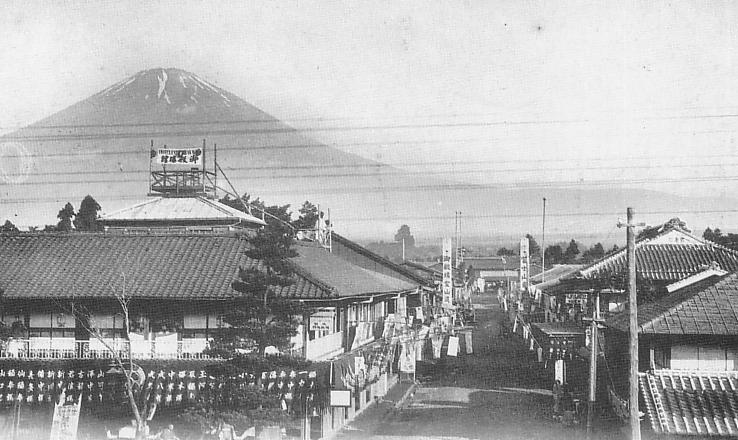
Gotemba a principis dels anys 1940

Gotemba fou fundada l'11 de febrer de 1955.